# Astro欢喜台
Astro欢喜台（英語：Astro Hua Hee Dai）是马来西亚Astro拥有以台湾台語和中华民国国语为主的综合频道，全天候24小时播出。该频道主要播出来自臺灣的连续剧、旅游、纪录片、美食、休闲及综艺节目等等， 同時亦播出本地節目（亦稱“Astro本地圈”节目）。Astro欢喜台于2007年10月13日正式启播，至于Astro欢喜台HD则于2013年6月24日正式启播，该频道备有中文及马来文字幕服务。

## Astro欢喜台HD
Astro欢喜台HD是Astro第四个中文高清频道，于2013年6月24日正式启播。

## Astro本地圈节目
- 欢喜来卡拉
  - 不分年龄，不分种族，不分你我。此歌唱比赛特别为会唱福建歌曲的歌唱爱好者而设，藉著一场年龄不设防的福建斗歌斗艺比赛，与群众分享唱卡拉OK的喜乐，延续福建歌曲热潮！主持人为Jentzen 林震前、Phoebe 菲比。
- 欢喜吃饱饱
  - 这是一个走进民间，介绍福建美食的节目。我们的宗旨不只是要把欢喜和美食与您分享, 更想要把您的家传食谱传承下去，主持人为Phoebe 菲比。
- 欢喜欢喜就好
  - 首创百分百大马福建趣味本地电视剧。《欢喜欢喜就好》，延续了Astro欢喜台和Astro欢喜台HD节目的亲民化路线，以轻松诙谐地手法将你我的生活故事搬上电视屏幕。这部电视剧以一个民风淳朴的华人市镇为故事背景，经营杂货店的陈金水（阿水）是村子里出了名的好"头家"，性格豪爽幽默，但对凡事精打细算的老婆陈美凤（美凤）总是唯诺是从。看似平凡宁静的生活，在丈母娘峇嫂入住陈家后，便让陈家甚至整个新村风波不断。另一方面，多疑的陈美凤总是怀疑美发屋老板对自己的丈夫有意而疑神疑鬼、大吃干醋，叫阿水哭笑不得；围绕在阿水身边的亲朋戚友，每天都制造出层出不穷的笑料和烦恼来考验他，让这位年轻的头家在追求"欢喜就好"的生活中，面临挑战。